# Hồng Phong, Ninh Giang
Hồng Phong là một xã thuộc huyện Ninh Giang, tỉnh Hải Dương, Việt Nam.

## Địa lý
Xã Hồng Phong có diện tích 6,77 km², dân số năm 2002 là 6.752 người, mật độ dân số đạt 997 người/km².